# Corazones rotos
Corazones rotos és una pel·lícula dramàtica de 2001 coproduïda per Mèxic, Brasil i Uruguai, escrita i dirigida per Rafael Montero. És protagonitzada per Rafael Sánchez-Navarro, Verónica Merchant, Norma Herrera, Ana Martín, Carmen Montejo i Lorena Rojas.

## Sinopsi
Tracta de les històries creuades de diverses famílies que viuen en una unitat residencial de la ciutat de Mèxic, en general de classe mitjana empobrida per la crisi econòmica. Una família s'enfronta la pobresa; el fill d'una prostituta intenta procurar entendre la vida de la seva mare i una mare jove no aconsegueix controlar la vida de les seves filles.

## Repartiment
- Verónica Merchant	...	Eva
- Rafael Sánchez Navarro	...	Horacio
- Carmen Montejo	...	Doña Fide
- Odiseo Bichir	...	Tulio
- Cristina Michaus	...	Diana
- Lorena Rojas	...	Teresa
- Francisco de la O	...	Amado
- Jorge Galván	...	Sr. Cano
- Norma Herrera	...	Sra. Cano
- Ana Martín	...	Celina
- Jairo Gómez ...	Santiago

## Nominacions
- Premi Piràmide d'Or al Festival Internacional de Cinema del Caire de 2002: Rafael Montero.[3]
- XLIV edició dels Premis Ariel a millor actor de quadre (Luis de Icaza), millor escenografia, millor vestuari i millor maquillatge.[4]